# Savage Love (Laxed – Siren Beat)
"Savage Love (Laxed - Siren Beat)", originalmente conhecida como "Savage Love", é uma canção do produtor musical neozelandês Jawsh 685 em parceria com o cantor americano Jason Derulo. A música foi lançada oficialmente em 11 de junho de 2020.
"Savage Love" alcançou o número um em dezessete países, incluindo o Reino Unido, a Nova Zelândia, a Austrália, a Bélgica e a Irlanda. Em outubro de 2020, e depois de terem sido lançados dois remixes (um deles instrumental) do boy-group coreano BTS para a canção, a mesma alcançou o topo da Hot 100, sendo somados os números movidos comercialmente pelo original com os das versões com o grupo da Coreia do Sul. Isso se traduziu no segundo número um tanto para Derulo (depois de "Whatcha Say") como para o BTS (depois de "Dynamite") na principal parada de canções dos EUA e o primeiro de Jawsh 685 na mesma tabela.

## Antecedentes e promoção

### Laxed (Siren Beat)
Jawsh 685 havia lançado originalmente o instrumental "Laxed (Siren Beat)" no YouTube em 2019.  Após seu sucesso viral, "Laxed (Siren Beat)" foi lançado oficialmente em plataformas online em 24 de abril de 2020.

### Uso não autorizado por Derulo
Em 11 de maio de 2020, Derulo anunciou "Savage Love", uma música baseada em uma amostra de "Laxed (Siren Beat)".  Derulo não deu crédito ao Jawsh 685. No entanto, Derulo também não foi aprovado. Isso causou reclamações, que agora incluíam o produtor Jawsh 685 no título oficial da música.

## Uso na mídia
Em outubro de 2020, a rede de supermercados portuguesa Minipreço lançou anúncios comerciais televisivos e radiofónicos, denominados de "O Desafio dos Maiores", que fazem uso de "Savage Love (Laxed - Siren Beat)". Os mesmos fazem também referência à plataforma TikTok.

## Remix do BTS
Em 2 de outubro de 2020, um remix foi lançado com o septeto sul-coreano BTS, que inclui um novo verso cantado em coreano. A faixa inclui predominantemente as vozes dos membros Jungkook, Suga e J-Hope.

### Lista de canções
| N.º | Título                                                        | Duração |  |
| 1.  | "Savage Love (Laxed – Siren Beat) (BTS remix)"                | 3:04    |  |
| 2.  | "Savage Love (Laxed – Siren Beat) (BTS remix)" (instrumental) | 3:04    |  |